# Mike Hanke
Mike Hanke (Hamm, 5 novembre 1983) è un ex calciatore tedesco, attaccante.

## Carriera

### Club
Ha debuttato in Bundesliga durante la stagione 2001-2002, con lo Schalke 04. Dopo quattro stagioni è andato al Wolfsburg di Thomas Strunz, mentre nel 2007 si è trasferito allo Hannover 96. Nel gennaio 2011 passa al Borussia Mönchengladbach, mentre nel 2013 viene trasferito al Friburgo dove resta solo un anno per passare a titolo definitivo il 7 luglio 2014 nella squadra cinese GZ Renhe.

### Nazionale
Ha esordito con la maglia della Nazionale nella Confederations Cup 2005, l'8 giugno. Il 29 giugno 2005 ha segnato il primo gol. Nell'estate 2006 ha fatto parte della selezione teutonica per i Mondiali in Germania (per lui in totale solo 20 minuti, in Germania-Portogallo 3-1, finale 3º posto).

## Statistiche

### Cronologia presenze e reti in nazionale
| Cronologia completa delle presenze e delle reti in nazionale ― Germania | Cronologia completa delle presenze e delle reti in nazionale ― Germania | Cronologia completa delle presenze e delle reti in nazionale ― Germania | Cronologia completa delle presenze e delle reti in nazionale ― Germania | Cronologia completa delle presenze e delle reti in nazionale ― Germania | Cronologia completa delle presenze e delle reti in nazionale ― Germania | Cronologia completa delle presenze e delle reti in nazionale ― Germania | Cronologia completa delle presenze e delle reti in nazionale ― Germania |
| Data                                                                    | Città                                                                   | In casa                                                                 | Risultato                                                               | Ospiti                                                                  | Competizione                                                            | Reti                                                                    | Note                                                                    |
| ----------------------------------------------------------------------- | ----------------------------------------------------------------------- | ----------------------------------------------------------------------- | ----------------------------------------------------------------------- | ----------------------------------------------------------------------- | ----------------------------------------------------------------------- | ----------------------------------------------------------------------- | ----------------------------------------------------------------------- |
| 8-6-2005                                                                | Mönchengladbach                                                         | Germania                                                                | 2 – 2                                                                   | Russia                                                                  | Amichevole                                                              | -                                                                       | 62’                                                                     |
| 18-6-2005                                                               | Colonia                                                                 | Tunisia                                                                 | 0 – 3                                                                   | Germania                                                                | Conf. Cup 2005 - 1º turno                                               | 1                                                                       | 87’                                                                     |
| 21-6-2005                                                               | Norimberga                                                              | Germania                                                                | 2 – 2                                                                   | Argentina                                                               | Conf. Cup 2005 - 1º turno                                               | -                                                                       | 58’                                                                     |
| 25-6-2005                                                               | Norimberga                                                              | Germania                                                                | 2 – 3                                                                   | Brasile                                                                 | Conf. Cup 2005 - Semifinale                                             | -                                                                       | 83’                                                                     |
| 29-6-2005                                                               | Lipsia                                                                  | Germania                                                                | 4 – 3 dts                                                               | Messico                                                                 | Conf. Cup 2005 - Finale 3º posto                                        | -                                                                       |                                                                         |
| 8-10-2005                                                               | Istanbul                                                                | Turchia                                                                 | 2 – 1                                                                   | Germania                                                                | Amichevole                                                              | -                                                                       | 73’                                                                     |
| 8-7-2006                                                                | Stoccarda                                                               | Germania                                                                | 3 – 1                                                                   | Portogallo                                                              | Mondiali 2006 - Finale 3º posto                                         | -                                                                       | 71’                                                                     |
| 7-10-2006                                                               | Rostock                                                                 | Germania                                                                | 2 – 0                                                                   | Georgia                                                                 | Amichevole                                                              | -                                                                       | 65’                                                                     |
| 11-10-2006                                                              | Bratislava                                                              | Slovacchia                                                              | 1 – 4                                                                   | Germania                                                                | Qual. Euro 2008                                                         | -                                                                       | 85’                                                                     |
| 15-11-2006                                                              | Nicosia                                                                 | Cipro                                                                   | 1 – 1                                                                   | Germania                                                                | Qual. Euro 2008                                                         | -                                                                       | 62’                                                                     |
| 7-2-2007                                                                | Düsseldorf                                                              | Germania                                                                | 3 – 1                                                                   | Svizzera                                                                | Amichevole                                                              | -                                                                       | 58’                                                                     |
| 17-11-2007                                                              | Hannover                                                                | Germania                                                                | 4 – 0                                                                   | Cipro                                                                   | Qual. Euro 2008                                                         | -                                                                       | 73’                                                                     |
| Totale                                                                  |                                                                         | Presenze                                                                | 12                                                                      |                                                                         | Reti                                                                    | 1                                                                       |                                                                         |

## Palmarès

### Club

#### Competizioni nazionali
- Coppa di Germania: 1

Schalke 04: 2001-2002